# Hạm đội 4 Hoa Kỳ
Hạm đội 4 Hoa Kỳ trước đây là một tư lệnh chính của Hải quân Hoa Kỳ tại Nam Thái Bình Dương trong Đệ nhị Thế chiến. Hạm đội được thành lập vào năm 1943 cùng với các hạm đội mang số khác. Hạm đội sau đó bị sáp nhập vào Hạm đội 2, có lẽ là trước năm 1950.
Năm 2009 hạm đội được tái thành lập, với Tư lệnh là Chuẩn đô đốc Joseph D. Kernan. Trụ sở Hạm đội đóng tại tại Mayport, Florida.

## Tư lệnh
Các tư lệnh của Đệ tứ Hạm đội:
- Jonas H. Ingram (1943 – tháng 11 năm 1944)[1]
- William R. Munroe (Tháng 11 năm 1944 – 1945)[1]
- Thomas Cooley (1945 – giữa năm 1946) [2]
- Daniel E. Barbey (Tháng 9 năm 1946 – tháng ban năm 1947)[3]
- Charles McMorris
- FC1(SW) Sean M. Baldino

## Tái lập
Ngày 24 tháng 4 năm 2008, Tư lệnh Tác chiến Hải quân Mỹ, Đô đốc Gary Roughead đã công bố tái lập Hạm đội 4 của Mỹ và bổ nhiệm Chuẩn Đô đốc Joseph D. Kernan, hiện đang giữ chức Tư lệnh Bộ Tư lệnh Tác chiến Đặc biệt Hải quân, làm Tư lệnh đầu tiên của Hạm đội 4.
Hạm đội 4 sẽ chịu trách nhiệm chỉ huy các tàu chiến, máy bay và tàu ngầm hoạt động trong khu vực đảm trách của Bộ Tư lệnh phương Nam của Mỹ bao gồm biển Caribe, Trung và Nam Mỹ và các vùng lãnh hải lân cận.